# Breznička (district de Stropkov)
Pour les articles homonymes, voir Breznička.
Breznička (hongrois : Kisberezsnye) est un village de Slovaquie situé dans la région de Prešov.

## Histoire
Première mention écrite du village en 1430.

## Démographie

### Évolution de la population
| Année:               | 1994. | 2004.   | 2014.   | 2024.   |
| -------------------- | ----- | ------- | ------- | ------- |
| Nombre de personnes: | 133   | 127     | 122     | 131     |
| Différence:          |       | -4,51 % | -3,93 % | +7,37 % |

| Année:               | 2023. | 2024. |
| -------------------- | ----- | ----- |
| Nombre de personnes: | 131   | 131   |
| Différence:          |       | +0 %  |